# Michael Lakapenos Porphyrogennetos
Michael Lakapenos (auch Lekapenos), Beiname  Porphyrogennetos („der Purpurgeborene“; mittelgriechisch Μιχαήλ Λακαπηνός ὁ Πορφυρογέννητος; * um 922; † nach 963), war ein Enkel des byzantinischen Kaisers Romanos I. Lakapenos.

## Leben
Michael war der vermutlich jüngere der beiden Söhne des Christophoros Lakapenos und dessen Frau Sophia. Seine Geschwister waren der schon vor April 927 als Kind verstorbene Romanos, Maria-Irene (die spätere Ehefrau des bulgarischen Zaren Peter I.) und eine weitere, früh verstorbene Schwester. Er hatte zwei Töchter Helene und Sophia. Anders als sein Vater und sein Bruder wurde Michael von seinem Großvater Romanos I. offenbar nicht zum Mitkaiser (Symbasileus) gekrönt. Dennoch bekleidete er kaiserähnliche Würden, da er der Vita Basilii zufolge Purpurgewänder und -schuhe trug. Christian Settipani geht davon aus, dass Michael 924, zum Zeitpunkt der Kaiserkrönung seines älteren Bruders, zum Kaisar erhoben wurde.
Als Konstantin VII. seine Schwäger Stephanos und Konstantin am 27. Januar 945 als Mitkaiser absetzte, verlor auch Michael Lakapenos seinen quasi-kaiserlichen Status, blieb aber anders als jene vom Schicksal der Verbannung verschont. Konstantin VII. steckte ihn zwar ins Klerikergewand, zeichnete ihn andererseits aber mit den Würden eines Magistros und Raiktor aus, so dass der Romanos-Enkel auch nach 945 im öffentlichen Leben präsent blieb. Unter Kaiser Romanos II. beriet Michael Lakapenos den bei Hofe einflussreichen Eunuchen Joseph Bringas und bekleidete vielleicht das Amt eines Logothetes des Dromos. Zeitpunkt und Umstände seines Todes sind unbekannt.